# Felip II de Borgonya
Felip II de Borgonya l'Ardit (del francès hardi, generalment ‘agosarat’ o ‘intrèpid’) (Pontoise 1342 - castell de Halle, Bèlgica 1404), príncep de França i duc de Borgonya (1363-1404); comte de Turena (1360-1363); comte de Nevers (1384-1385), comte de Rethel (1384-1393); comte de Borgonya, Flandes i d'Artois (1384-1404); comte de Charolais (1390-1404) i duc de Limburg (1396-1404).

## Orígens familiars
Nasqué el 15 de gener de 1342 a Pontoise, fill del rei Joan II de França i la seva primera esposa, Bonna de Luxemburg. Era net per línia paterna de Felip VI de França i Joana de Borgonya, i per línia materna de Joan I de Luxemburg i Elisabet de Bohèmia. Fou germà del rei Carles V de França i el duc Lluís I d'Anjou.

## Presoner d'Anglaterra
El 1356 va participar al costat del seu pare en la batalla de Poitiers, una participació que li va merèixer el seu sobrenom: l'Ardit. Ferit com el seu pare, ambdós foren fets presoners i duts a Anglaterra. El 1360 finalment foren alliberats i pogueren retornar a França.

## Duc de Borgonya
El ducat de Borgonya quedà vacant el 1361 per la mort del seu últim duc, Felip I de Borgonya. El 6 de setembre de 1363 Joan II va concedir a Felip la rica província de Borgonya i el títol de duc.
Felip II no va fer públic el seu nou títol i va continuar exercint el títol de Comte de Turena, que havia rebut el 1360, així com el de governador de Borgonya, fins que el seu germà Carles V de França va accedir al tron i va ratificar els títols concedits pel seu pare. No va ser fins al 26 de novembre de 1364 que va prendre definitivament possessió del càrrec.
Continuant la Guerra dels Cent Anys, el duc de Borgonya va prendres les armes de l'exèrcit reial a Normandia per enfrontar-se al duc de Lancaster.

## Núpcies i descendents
Es casà el 19 de juny de 1369 a Gant amb la comtessa Margarida III de Flandes. D'aquesta unió nasqueren:
- l'infant Joan I de Borgonya (1361-1419), duc de Borgonya
- l'infant Carles de Borgonya (1372-1373)
- l'infant Antoni de Borgonya (1384-1415), comte de Rethel i duc de Brabant
- l'infant Felip de Borgonya (1389-1415), comte de Nevers i Rethel
- la infanta Margarida de Borgonya Dampierre (1374-1441), casada el 1385 amb el duc Guillem IV de Baviera
- la infanta Caterina de Borgonya (1378-1426), casada el 1393 amb el duc Leopold IV d'Àustria
- la infanta Bonna de Borgonya (1379-1399)
- la infanta Maria de Borgonya (1380-1428), casada el 1401 amb el comte Amadeu VIII de Savoia

## Comte de Flandes
De mà de la seva esposa el 1384 va heretar els comtats de Flandes, d'Artois, Rethel i Nevers, per la qual cosa va arribar a convertir-se en un dels prínceps cristians més poderosos d'Europa. Va assegurar el poder als Països Baixos per un doble matrimoni dels seus familiars amb prínceps de Baviera.
Felip II va morir al castell de Halle, actualment a Bèlgica, el 27 d'abril de 1404, i fou enterrat a Dijon.